# Бухарская бурозубка
Бухарская бурозу́бка (лат. Sorex buchariensis) — млекопитающее семейства землеройковых (лат. Soricidae), рода Бурозубок (лат. Sorex).

## Распространение
Узбекистан, Таджикистан. Эндемик Памиро-Алайской горной системы.
Обитает в высокогорных берёзовых, тополёвых, реже арчёвых лесах. В относительно влажных местообитаниях с хорошо развитым травянистым покровом. В Узбекистане на луговых альпийских склонах поросших кустарником.

## Описание
Кариотип 2n=40. По кариологическим данным данный вид наиболее близок к бурозубке Волнухина и в целом к хромосомной группе «Sorex minutus».
По данным на 2014 год географическая изменчивость не изучена, подвиды не описаны, биология вида не изучена.
Окраска волосяного покрова двуцветная. Спина от песчано-коричневого до светло-бурого цвета. Брюхо светло-серое. Размеры средние, телосложение лёгкое. Длина тела 55—69 мм. Голова с удлинённой лицевой и относительно узкой, слабовздутой мозговой частями. Сужение в области глаз отчётливо выражено. Кондилобазальная длина черепа 17,1—17,9 мм. Хвост слабодвуцветный, относительно длинный, 42—50 мм (около 75 % длины тела), покрыт редкими короткими волосками, образующими концевую кисточку. Длина ступни 11—12 мм.